# 林书颜
林书颜（1903年—1974年11月），琼山县人，中国鱼类学与水产养殖研究的先驱，以早期研究华南鱼类，特别是广东及香港鱼类著名。 1940年代曾任职于香港渔业研究所，在专业上指导过钟麟（后者在1950年代后期对于成功实现家鱼人工繁殖起到了关键作用）。
中国二级保护野生动物唐鱼是由林书颜于1932年在白云山发现并命名的。